# Brígida Walker
Brígida Walker Guerra (Copiapó, 22 de agosto de 1863-24 de junio de 1942) fue una educadora chilena. Se desempeñó como la primera directora chilena que tuvo la Escuela Normal de Preceptoras de Santiago.

## Trayectoria
Hija de Juan Walker Fleming y Rosario Guerra. Sus primeros estudios los realizó en Valparaíso. Graduada en 1889 en la Escuela Normal Nº 1 de Preceptoras.
Pasó su vida en la profesión docente, siendo honrada por varios cargos públicos: en 1905 fue miembro del comité para organizar la Escuela Normal de Maestros de Valparaíso, en 1911 se desempeñó en el comité envió a Buenos Aires y Montevideo para estudiar las escuelas normales; de 1908 a 1913 fue miembro del consejo de educación primaria. 
Fue la primera directora chilena de la Escuela Normal Nº 1 de Mujeres de Santiago, cargo que ejerció desde 1903 hasta 1922. Desde allí promovió iniciativas como la publicación de la revista El Esfuerzo, fundada por exalumnas de la institución; también fue parte del desarrollo del "Ateneo Escolar", una sociedad literaria de alumnas, maestras y exalumnas, cuyo objetivo era "despertar y desarrollar los sentimientos estéticos e intensificar los sentimientos patrióticos y mejorar la preparación profesional de las asociadas, mediante la realización de trabajos de carácter educacional, escritos u orales".
Considerando su experiencia en educación, en 1906 supervisó la formación de las educadoras que estuvieron a cargo de los primeros jardines infantiles, iniciativa de la Asociación de Educación Nacional. También fue parte del Consejo de Educación Primaria entre 1908 y 1913.
En 1915, Brígida Walker publicó la traducción desde el francés del Curso de Pedagogía y Metodología de Jean Aubert, director honorario de las Escuelas Normales de Bélgica. En el prólogo, Walker indicó que esta obra, adaptada al contexto educativo chileno, "presentará un poderoso auxilio pedagógico y metodológico a los maestros por las ideas prácticas que contiene la minuciosidad de sus detalles" (Walker, Brígida. "La traducción". Aubert, J. Curso de Pedagogía y Metodología. Santiago de Chile: Sociedad Imprenta y Litografía Universo, 1915).

## Obras
- Curso de pedagogía y metodología (1915)
- Detalle del Programa de Educación Cívica (1919)
- Lecciones de moral para el 1er grado de la Escuela Primaria: (1° y 2° año) (1923)
- Metodología general y técnica de la enseñanza (1935)[5]

## Homenajes
En la comuna de Ñuñoa, en Santiago, el liceo municipal Brígida Walker, uno de los más importantes en la comuna, lleva el nombre de la educadora. En la misma comuna una calle también lleva su nombre. 